# إيفار إنغيمارسون
إيفار إنغيمارسون، من مواليد 20 أغسطس 1977 في ريكيافيك في آيسلندا، لاعب كرة قدم آيسلندي.
بدأ مسيرته الكروية مع نادي فالور في عام 1996، ولعب معهم حتى عام 1999، وشارك معهم في 45 مباراة وسجل 5 أهداف، وفي عام 1999 انتقل إلى نادي إبروتاباندالاغ فيستمانايا، ولعب معهم 35 مباراة وسجل 5 أهداف، وفي عام 1999 أعير إلى نادي توركواي الإنجليزي، ولعب معهم 4 مباريات وسجل هدف واحد، وفي عام 1999 انتقل إلى نادي برينتفورد الإنجليزي، ولعب معهم حتى عام 2002، وشارك معهم في 113 مباراة وسجل 10 أهداف، وفي موسم 2002/2003 لعب مع نادي وولفرهامبتون واندرز الإنجليزي، ولعب معهم 13 مباراة وسجل هدفين، وفي عام 2003 أعير إلى نادي برايتون الإنجليزي، ولعب معهم 15 مباراة، ومنذ عام 2003 وهو يلعب مع نادي ريدينغ الإنجليزي.
و هو يلعب مع منتخب آيسلندا لكرة القدم منذ عام 2002.

## وصلات خارجية
- إيفار إنغيمارسون على موقع قاعدة بيانات كرة القدم.إي يو (الإنجليزية)
- إيفار إنغيمارسون على موقع ناشيونال فوتبول تيمز (الإنجليزية)
- إيفار إنغيمارسون على موقع Soccerbase.com (لاعب) (الإنجليزية)
- إيفار إنغيمارسون على موقع Soccerway.com (الإنجليزية)
- إيفار إنغيمارسون على موقع عالم كرة القدم.نت (الإنجليزية)